# Niels van Gogh

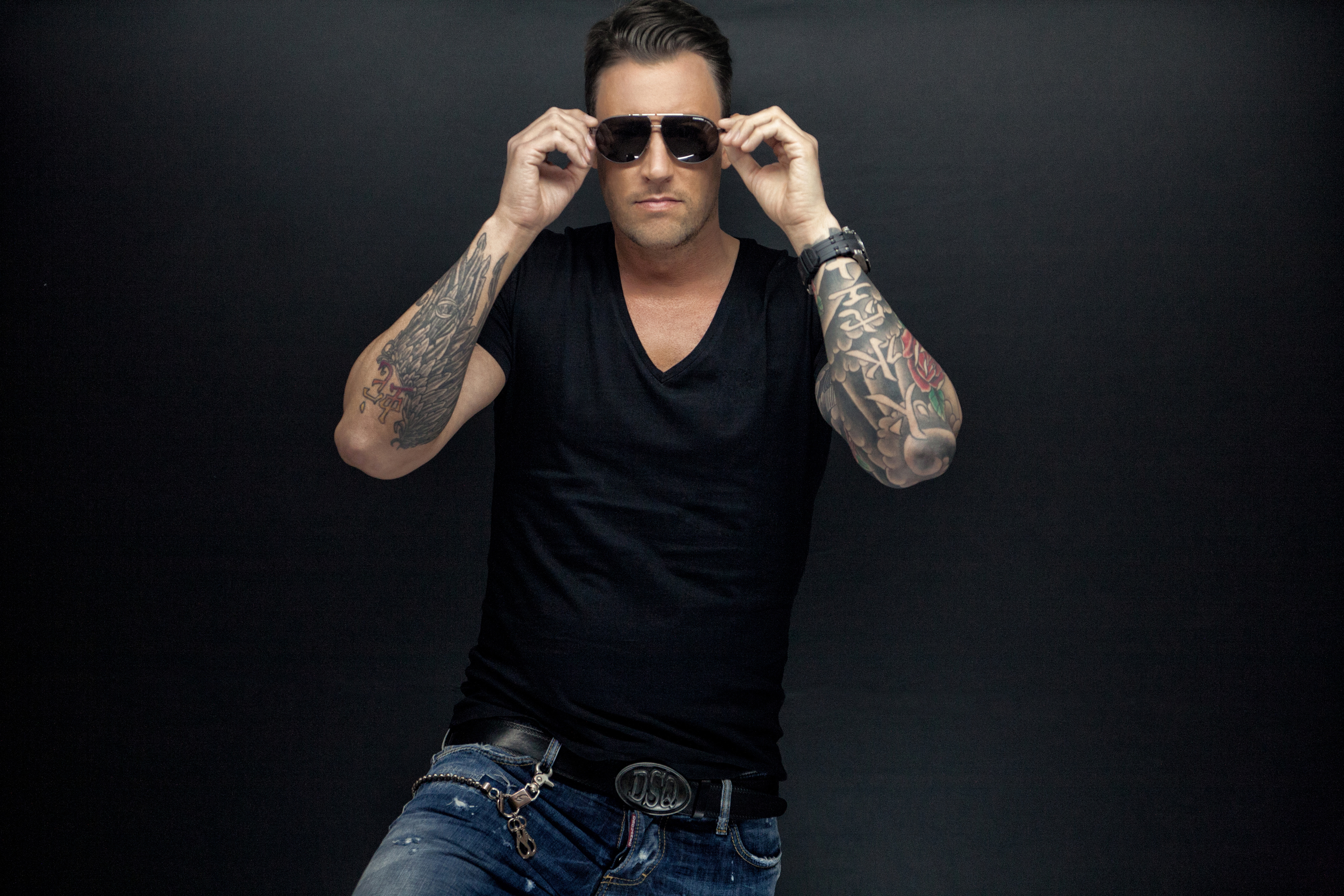

Niels van Gogh, is een Duitse deejay uit Augsburg (Duitsland). Hij werd vooral bekend met de dancehit Pulverturm.

## Biografie
Niels van Goghs carrière begon in 1997. Hij was onder andere dj op de Love Parade, Rave on Snow en Nature One Festival.
Zijn doorbraak kwam er in 1998 met Pulverturm (een laat-middeleeuws woord voor een voorraad buskruit), zijn eerste single bij platenlabel Kosmo Records. De single groeide uit tot de best verkochte vinylsingle van het jaar 1998. Het liedje behaalde goud in België en Zuid-Afrika in de Franse, Duitse Engelse en Nederlandse hitlijsten kwam het nummer in de top 20. Opvolger Doppelgänger haalde in België ook nog een top-20-plaats. Van Pulverturm verscheen in 2007 een herwerkte versie, Pulverturm 2.0, dat in Nederland de top 30 haalde.
In 2003 sloot Van Gogh zich aan bij het label Media Records. Het label bracht in 2004 zijn eerste album, No Way Out, uit. In 2009 stapte Van Gogh over naar het label Sream & Shout Rec waar hij zijn single Dreamer uitbracht. Bij dit nieuwe label is hij ook een samenwerking gestart met Emilio Verdez.
In 2008 maakt hij een nieuwe versie van het nummer Silence van Delerium en Sarah McLachlan samen met Thomas Gold.

## Discografie

### Singles
| Single met hitnotering(en) in de Vlaamse Ultratop 50 | Datum van verschijnen | Datum van binnenkomst | Hoogste positie | Aantal weken | Opmerkingen                                           |
| ---------------------------------------------------- | --------------------- | --------------------- | --------------- | ------------ | ----------------------------------------------------- |
| Pulverturm                                           | 1998                  | 26-09-1998            | 5               | 18           |                                                       |
| Doppelgänger                                         | 2000                  | 30-10-1999            | 30              | 5            |                                                       |
| Silence 2008                                         | 2008                  | 31-01-2009            | 12              | 16           | met Delerium / remix van Niels van Gogh & Thomas Gold |

| Single met eventuele hitnotering(en) in de Nederlandse Top 40 | Datum van verschijnen | Datum van binnenkomst | Hoogste positie | Aantal weken | Opmerkingen                                           |
| ------------------------------------------------------------- | --------------------- | --------------------- | --------------- | ------------ | ----------------------------------------------------- |
| Pulverturm                                                    | 1998                  | 17-10-1998            | 16              | 8            | Dancesmash op Radio 538                               |
| Pulverturm 2.0                                                | 2007                  | 21-04-2007            | 22              | 4            | met Eniac                                             |
| Silence 2008                                                  | 2008                  | 11-04-2009            | 31              | 5            | met Delerium / remix van Niels van Gogh & Thomas Gold |

- 1998: Plastic
- 1998: Pulverturm
- 1998: Pulverturm UK Remixe
- 1999: Doppelgänger
- 1999: Doppelgänger Remixe
- 2000: Midnight
- 2001: Electronic Confusion
- 2002: Another Joy
- 2003: Feeling A Pressure Fast Forward
- 2004: One Way Out - Martin Eyerer Remix
- 2004: Don't Be Afraid Of Tomorrow
- 2004: Don't Be Afraid Of Tomorrow Remixe
- 2005: My Own Religion
- 2005: My Own Religion Remixe
- 2006: Pulverturm 2006
- 2006: L.S.D.
- 2006: Don't Stop / Erase & Rewind
- 2007: Pulverturm 2.0 (als Niels van Gogh vs. Eniac)
- 2007: Hate Me Baby
- 2008: Slamming Doors (als Niels van Gogh vs. Eniac)
- 2008: Drummachine (als Niels van Gogh & Spacekid)
- 2008: Integrity & Honesty (als Niels van Gogh vs. Spacekid)
- 2008: On Every Fucking Weekend (als Niels van Gogh & Carlos Mendes)
- 2009: Dreamer
- 2009: Far 2 Late (als Niels van Gogh vs. Eniac)
- 2009: My House Is Calling (als Niels van Gogh vs. Emilio Verdez)
- 2009: Monza (als Niels van Gogh & Daniel Strauss)
- 2009: Take Me Back (als Niels van Gogh vs. Yvan & Dan Daniel)
- 2010: On (als Niels van Gogh & Armin Prayd)
- 2010: Black Is Black (als Niels van Gogh vs. Emilio Verdez)
- 2010: All Bitches (als Niels van Gogh vs. Voltaxx)
- 2010: Royal Junk (als Niels van Gogh vs. Emilio Verdez)
- 2010: Gumball (als Niels van Gogh & Daniel Strauss)

### Albums
- 2004: No Way Out
- 2006: Frequenzklang
- 2007: The Remix Album
- 2008: All The Singles
- 2008: We Love Electro 1
- 2009: We Love Electro 2
- 2009: We Love Electro 3
- 2010: We Love Electro 4
- 2010: We Love Electro 5

- Gemeinsame Normdatei: 135111986
- International Standard Name Identifier: 0000 0000 7880 3867
- Library of Congress Control Number: no2005052755
- Istituto Centrale per il Catalogo Unico: DDSV344972
- Virtual International Authority File: 46495029
- WorldCat: E39PBJdrP7DqxcFJc9Yf8fJRrq